# Callidora tegularis
Callidora tegularis är en stekelart som beskrevs av Tigner 1969. Callidora tegularis ingår i släktet Callidora och familjen brokparasitsteklar. Inga underarter finns listade.